# Anton von Rotenhan
Anton von Rotenhan (ur. ok. 1390 w Rentweinsdorf, zm. 5 maja 1459) – biskup Bambergu w latach 1431–1459.
Pochodził z frankijskiej szlachty. Już w młodości otrzymał (zapewne dzięki staraniom rodziny) kanonię w Würzburgu i Bambergu. W 1431 został wybrany do dziekanii katedralnej, a po rezygnacji Fryderyka III von Aufseß – otrzymał sakrę biskupią. Wybór nastąpił nie w Bambergu, lecz – z powodu epidemii dżumy – w Staffelsteinie. Święcenia biskupie uzyskał dopiero w 1434 z rąk swojego brata – biskupa diecezji lubuskiej Krzysztofa von Rotenhan.
Jego rządy przypadły na okres husytyzmu i sporu o koncyliaryzm. Dodatkowo został uwikłany w długotrwały konflikt między kapitułą katedralną a mieszczanami Bambergu.
Jego poprzednikiem był Fryderyk III von Aufseß a następcą Georg I von Schaumberg.